# Steven M. Wise
Steven M. Wise (født 19. december 1950, død 15. februar 2024) var en amerikansk jurakyndig som specialiserede sig i spørgsmål om dyrebeskyttelse, primatologi og dyrs intelligens. Han underviste i dyreret på Harvard Law School, Vermont Law School, John Marshall Law School og Tufts University School of Veterinary Medicine. Han var præsident for Animal Legal Defense Fund, og grundlægger og præsident for Center for the Expansion of Fundamental Rights. Yale Law Journal har kaldt ham "en af dyreretsbevægelsens stempler." 
Wise var forfatter til Though the Heavens May Fall (2005), som beretter om James Somersetts retssag i England anno 1772. Somersett var en sort mand, som blev reddet fra et skib som sejlede til de Vestindiske Øer med slaver. Sagen var direkte forløber for bevægelsen for afskaffelse af slaveriet i England og USA.
Wise skrev også Drawing the Line (2002), som beskriver dyrs og menneskers relative intelligens; og Rattling the Cage (2000), hvori han argumenterer for at chimpanser og bonoboer bør tildeles juridiske rettigheder.

## Baggrund
Wise fik sin J.D. fra Boston University i 1976, og blev jurist i personskader. Han blev inspireret til at skifte fokus til dyreret efter at have læst Peter Singer's Animal Liberation (1975). Han var medejer af advokatfirmaet Wise & Slater-Wise i Boston.

## Dyr som juridiske personer
Wise's syn på dyrs rettigheder var, at nogle dyr, specielt primater, opfylder de kriterier der er for at blive betragtet som juridisk person, og derfor bør tildeles visse rettigheder og beskyttelser. Hans kriterier er at dyret skal være i stand til at ønske ting, skal kunne handle forsætligt for at få fat i de ting og skal have en selvbevidsthed – altså vide at det eksisterer. Wise sagde at chimpanser, bonoboer, elefanter, papegøjer, delfiner, orangutanger og gorillaer opfylder disse kriterier.
Wise sagde at disse dyr bør tildeles status af juridiske personer for at beskytte dem mod "seriøse krænkelser af deres legemlige integritet og legemlige frihed." Hvis ikke man anerkender dyrs individuelle rettigheder er de "usynlige for civillov" og "kunne lige så godt være døde." 
Han skrev:
| Citat                                                               | I fire tusinde år har en tyk og uigennemtrængelig juridisk mur separeret mennesket fra alle andre dyr. På den ene side bliver en arts - vores - mest trivielle interesser nidkært vogtet. Vi har tildelt os selv, blandt millioner af dyrearter, status som "juridiske personer". På den anden side af den mur ligger den juridiske benægtelse af et helt dyrerige, ikke bare chimpanser og bonoboer, men også gorillaer, orangutanger og aber, hunde, elefanter og delfiner. De er "juridiske ting." Deres grundlæggende interesser - deres smerter, deres liv, deres friheder - bliver forsætligt ignoreret, ofte ondskabsfuldt trådt ned og rutinemæssigt misbrugt. Oldtidens filosoffer påstod at alle andre dyr end mennesket var blevet udtænkt og placeret på denne klode udelukkende for menneskets skyld. Oldtidens jurister erklærede at loven var blevet skabt udelukkende for mennesker. Selvom filosofi og videnskab for længst har taget sine ord tilbage, har loven ikke. | Citat |
| Steven M. Wise i Rattling the Cage: Toward Legal Rights for Animals | |       |

I Rattling the Cage giver Wise eksempler på primater som han mente har lidt uretfærdigt. Han skrev om Jerom, en chimpanse som levede alene i et lille dyr i Yerkes Regional Primate Research Center, uden adgang til sollys, efter at være blevet inficeret med HIV da han var tre år gammel, igen da han var fire og en tredje gang da han var fem, før han i en alder af 14 år døde i 1996.
Wise fortalte også om Lucy Temerlin, en seks år gammel chimpanse, som lærte amerikansk tegnsprog af Roger Fouts. Fouts ankom til Lucy 8:30 hver morgen, hvor Lucy hilste ham med et kram, gik til komfuret, tog kedelen, fyldte den med vand fra køkkenvasken, fandt to kopper og teposer fra skabet og lavede og serverede teen. Da hun blev 12 var Temerlin-familien ikke længere i stand til at tage sig af hende. Hun blev sendt til et rehabiliteringscenter for chimpanser i Senegal og derefter fløjet til Gambia, hvor hun blev skudt og flået af en krybskytte, og hendes fødder og hænder blev savet af og solgt som trofæer.

## Værker
- Rattling the Cage: Toward Legal Rights for Animals, Perseus Books, Cambridge, MA, 2000.
- Drawing the Line: Science and the Case for Animal Rights, Perseus Publishing, Cambridge, MA, 2002.
- Though the Heavens May Fall, Perseus Books, Cambridge, MA, 2005.

## Fodnoter
1. ↑  Navnet er anført på bokmål og stammer fra Wikidata hvor navnet endnu ikke findes på dansk.
2. ↑  "In memory of Steven M. Wise" (engelsk).
3. 1 2  "About the author" Arkiveret 9. januar 2006 hos  Wayback Machine, Steven Wise's hjemmeside.
4. ↑  Center for the Expansion of Fundamental Rights Arkiveret 6. april 2007 hos  Wayback Machine.
5. 1 2  "Biography – Wise, Steven M.", Contemporary Authors – 2004, Gale Reference Team, Thomson Gale.
6. 1 2  Sunstein, Cass R. "The Chimps' Day in Court", New York Times Book Review, 20. februar 2000.
7. ↑  Wise, Steven. "The Problem with Being a Thing", kapitel 1 af Rattling the Cage: Toward Legal Rights for Animals.

## literatur
- Capone, Lisa. "Wise Counsel for Animals", (profil af Wise), Animals, marts 2000, s. 30.
- Dougherty, Robin. "The Line That Divides Human from Animal" (interview med Wise), 'Boston Globe, 26. maj 2002.
- Kleiner, Kurt. "Review of Drawing the Line," Salon, 3. september 2002.
- Herbert, Roy. New Scientist, 7. september 2002, Roy Herbert, review of Drawing the Line: Science and the Case for Animal Rights, s. 54.
- Marcus, Erik. "Interview with Steven Wise," Vegan, 6. december 2002.
- Masson, Jeffrey. Observer (London, England), 11. juni 2000, anmeldelse af Rattling the Cage, s. 13.
- Mehren, Elizabeth. "Lawyer, Harvard Instructor Is Witness for the Defense of Animals," Los Angeles Times, 24. maj 2000, s. A16.
- Neil, Martha. "Animal Rights Professor Is Very Pro Bonobo," Chicago Daily Law Bulletin, 13. august 1999, s. 3.
- Rosen, Ambuja. "All Clients Great and Small: How Strong Are Your Animal Instincts? Take a Lesson from Four Leading Animal-Rights Lawyers," Student Lawyer, december 1998, s. 28-33.
- Schensul, Jill. "Interview with Steven Wise," Animal News Center, 6. december 2002.
- Wu, F. H. Choice, oktober 2001, review of Rattling the Cage, s. 382.
- "Review of Rattling the Cage," January Magazine, 2. september 2002.
- Animal Rights Agenda, juli-august, 2002, "A New Order in the Court" (interview med Wise), s. 42-43.
- Animal Welfare Institute Quarterly, vinteren 2001, review of Rattling the Cage: Toward Legal Rights for Animals.
- Daytona Beach News-Journal, 11. juni 2002, "Activist Says Some Animals Deserve Legal Rights."
- Nature, August 17, 2000, anmeldelse af Rattling the Cage, s. 675-676.
- Publishers Weekly, 20. maj 2002, anmeldelse af Drawing the Line, s. 59.
- Animal-Rights Lawyers," Student Lawyer, december 1998, s. 28-33.
- Time, 13. marts 2000, "Standing Up for Rover: A Harvard Lawyer Is a Champion of Humane — Not Just Human — Rights," s. 6.
- Wall Street Journal, 12. juni 2002, "The Law of the Jungle," s. A18.
- Washington Post, 5. juni 2002, "Beastly Behavior? A Law Professor Says It's Time to Extend Basic Rights to the Animal Kingdom," s. C1-C2.